# Mallasandra, Bangalore South
Mallasandra là một làng thuộc tehsil Bangalore South, huyện Bangalore Urban, bang Karnataka, Ấn Độ.